# Chiaramonte Gulfi
Chiaramonte Gulfi – miejscowość i gmina we Włoszech, w regionie Sycylia, w prowincji Ragusa.
Według danych na rok 2004 gminę zamieszkiwało 8029 osób, 63,7 os./km².